# Fachanwalt für Bau- und Architektenrecht
Der Fachanwalt für Bau- und Architektenrecht wurde von der Satzungsversammlung der Bundesrechtsanwaltskammer (BRAK) eingeführt. Rechtsanwälte können diese Fachanwaltsbezeichnung erwerben, wenn sie entsprechende fachliche Kenntnisse nach § 14e der Fachanwaltsordnung (üblicherweise durch erfolgreiches Bestehen eines sog. Fachanwalts-Lehrgangs) und eine nach § 5 Abs. 1 lit.l FAO vorgegebene Mindestanzahl von tatsächlich bearbeiteten Fällen nachweisen können.
Nach § 14 e der Fachanwaltsordnung  sind besondere Kenntnisse im Bau- und Architektenrecht in folgenden Bereichen nachzuweisen:
- 1. Bauvertragsrecht,
- 2. Recht der Architekten und Ingenieure,
- 3. Recht der öffentlichen Vergabe von Bauaufträgen,
- 4. Grundzüge des öffentlichen Baurechts,
- 5. Besonderheiten der Verfahrens- und Prozessführung.

## Statistik
Zum 1. Januar 2024 sind 3.216 Fachanwälte für Bau- und Architektenrecht in Deutschland zugelassen.